# The Last of a Dying Breed
Albums de Scarface
My Homies
(1998) The Fix
(2002)
Singles
1. It Ain't Part II
Sortie : 2000

The Last of a Dying Breed est le sixième album studio de Scarface, sorti le 3 octobre 2000.
L'album s'est classé 2e au Top R&B/Hip-Hop Albums et 7e au Billboard 200 et a été certifié disque d'or par la Recording Industry Association of America (RIAA) le 6 novembre 2000.

## Liste des titres
| No  | Titre                                                                                    | Contient un (des) sample(s) de                                                                    | Durée |
| --- | ---------------------------------------------------------------------------------------- | ------------------------------------------------------------------------------------------------- | ----- |
| 1.  | 11-09-70 (Intro) (Produit par N.O. Joe et Mr. Lee)                                       |                                                                                                   | 0:32  |
| 2.  | The Last of a Dying Breed (Produit par Scarface, N.O. Joe et Mr. Lee)                    |                                                                                                   | 3:11  |
| 3.  | Look Me in My Eyes (Produit par N.O. Joe et Mr. Lee)                                     |                                                                                                   | 3:36  |
| 4.  | It Ain't Part II (Produit par Erick Sermon et N.O. Joe)                                  |                                                                                                   | 3:13  |
| 5.  | They Down With Us (featuring UGK – Produit par N.O. Joe et Mr. Lee)                      | Cramp Your Style d'All the People featuring Robert Moore I'm Still #1 des Boogie Down Productions | 4:43  |
| 6.  | Sorry for What? (Produit par N.O. Joe)                                                   | Love Is Not a Word de Billy Griffin Is There Anybody Out There? de Pink Floyd                     | 4:38  |
| 7.  | O.G. to Me (featuring Jayo Felony et tha Dogg Pound – Produit par Scarface et Mike Dean) |                                                                                                   | 5:13  |
| 8.  | The Gangsta Shit (Produit par N.O. Joe et Mr. Lee)                                       |                                                                                                   | 4:13  |
| 9.  | Conspiracy Theory (Produit par Scarface, N.O. Joe et Mr. Lee)                            |                                                                                                   | 3:39  |
| 10. | Watch Ya Step (Produit par Scarface, N.O. Joe et Swift)                                  |                                                                                                   | 3:42  |
| 11. | Get Out (featuring Jay-Z – Produit par Mr. Lee)                                          |                                                                                                   | 3:27  |
| 12. | In & Out (featuring Devin the Dude et Too $hort – Produit par Mr. Lee)                   |                                                                                                   | 4:35  |
| 13. | And Yo (featuring Redman et Young Noble – Produit par Mr. Lee)                           |                                                                                                   | 4:55  |
| 14. | In My Time (Produit par Scarface, Tone Capone et Mike Dean)                              |                                                                                                   | 5:44  |
| 15. | 11-09-2000 (Outro) (Produit par Mr. Lee)                                                 |                                                                                                   | 0:57  |